# 達卡地鐵
達卡都會鐵路，又稱達卡地鐵，是孟加拉首都達卡第一條營運中的地鐵系統。該系統連同輕軌將一同疏導達卡嚴重的交通堵塞。
整個系統預計將包含6條路線，其中6號線一期於2022年12月28日通車，比預期的勝利日（12月16日）通車略遲；二期則於2023年11月5日起陸續通車。

## 總覽
6號線長達20.1公里，總共有16個高架車站，每個車站長度為180米。除了車廠外，6號線全線都將架設在當前道路之上，主要是在道路中間帶上方，以允許下方的車流通過。因此，所有車站皆是高架車站。
達卡地鐵在每小時尖峰時刻會有15班列車，能夠承載超過6萬名乘客。整條路線將能夠以 100公里/小時速度行駛，全線行駛時間低於40分鐘。6號線的建成預計將大幅減少達卡街道上的私家車數量以及可能長達7小時的停頓。該系統計劃使用非接觸式電子票證系統IC卡（智慧卡）。為保安全，月台裝有月台門。
列車為6輛編組。
該項目由交通部的達卡交通協調局管理，一個由外國和孟加拉國公司組成的財團擔任總顧問。NKDM協會由日本工营和 Development Design Consultants（當地顧問 - 孟加拉國）組成。

## 歷史
為實施達卡二十年交通戰略計畫，孟加拉國政府於2009-2010年邀請日本國際協力機構對達卡的交通系統進行初步調查和可行性研究。2012年，國家經濟委員會政府執行委員會批准了該項目。孟加拉國政府與JICA於2013年1月簽署了貸款協議。同月6號線項目的實施機構達卡公共交通有限公司成立。同年6月，政府成立了達卡公共交通有限公司以建設達卡的地下鐵路。總顧問NKDM協會於2014年2月成立。